# Astathes ignorantina
Astathes ignorantina là một loài bọ cánh cứng trong họ Cerambycidae.